# Žarko Serafimovski
Žarko Serafimovski (in macedone Жарко Серафимовски?; Skopje, 13 febbraio 1971) è un ex calciatore macedone, di ruolo centrocampista.